# TK-202
TK-202 var beteckningen på en sovjetisk/rysk ubåt i Projekt 941 Akula. Ubåten sjösattes av Sovjetunionen 1982 och togs i bruk december 1983. Efter Sovjetunionens upplösning 1992 övergick fartyget till rysk ägo och tjänstgjorde där till 1995. Efter att ha ingått i den ryska marinreserven i flera år så skrotades hon åren 2003-2005.